# Europaparlamentsvalet i Danmark 1979
Europaparlamentsvalet i Danmark 1979 ägde rum 7 juni 1979 i Danmark och den 9 juni i Grönland. Detta var det första direkta valet av ledamöter till Europaparlamentet. Färöarna hade redan vid Danmarks inträde i Europeiska gemenskaperna valt att ställa sig utanför och deltog inte i valet. Danmark hade tilldelats 16 mandat, varav Grönland valde 1. Danmark utgjorde en enda valkrets med 3,7 miljoner röstberättigade där valdeltagandet blev 47,6 procent. I Grönland var 29 000 röstberättigade och man uppnådde ett valdeltagande på 33,5 procent.

## Valet i Danmark
Ett parti invalt i Folketinget var automatiskt kvalificerat för Europaparlamentsvalet. Folkebevægelsen mod EF blev godkända som kandidater av Inrikesministeriet. Totalt elva partier anmälde sin kandidatur. 
| Parti                         | Röster    | %     | Mandat | Partigrupp |
| ----------------------------- | --------- | ----- | ------ | ---------- |
| Socialdemokratiet             | 382 487   | 21,92 | 3      | S&D        |
| Radikale Venstre              | 56 944    | 3,26  | 0      |            |
| Konservative Folkeparti       | 245 309   | 14,06 | 2      | ED         |
| Retsforbundet                 | 59 379    | 3,40  | 0      |            |
| Socialistisk Folkeparti       | 81 991    | 4,70  | 1      | COM        |
| Centrum-Demokraterne          | 107 790   | 6,18  | 1      | ED         |
| Folkebevægelsen mod EF        | 365 760   | 20,96 | 4      | CDI        |
| Kristeligt Folkeparti         | 30 985    | 1,78  | 0      |            |
| Venstre                       | 252 767   | 14,48 | 3      | LD         |
| Venstresocialisterne          | 60 964    | 3,49  | 0      |            |
| Fremskridtspartiet            | 100 702   | 5,77  | 1      | EPD        |
| Totalt                        | 1 745 078 | 100,0 | 15     |            |
| Röstberättigade/valdeltagande | 3 725 235 | 47,82 |        |            |

### Invalda kandidater
Socialdemokratiet
1. Kjeld Olesen
2. Mette Groes
3. Eva Gredal

Det Konservative Folkeparti
1. Poul Møller
2. Kent Kirk

Socialistisk Folkeparti
1. Bodil Boserup

Centrum-Demokraterne
1. Erhard Jakobsen

Folkebevægelsen mod EF
1. Else Hammerich
2. Jørgen Bøgh
3. Sven Skovmand
4. Jens-Peter Bonde

Venstre
1. Tove Nielsen
2. Niels Jørgen Haagerup
3. Jørgen Brøndlund Nielsen

Fremskridtspartiet
1. Kai Nyborg

### Förändringar under mandatperioden
- 7 november 1979, Kjeld Olesen avgår och ersätts av Ove Fich efter att Olesen tillträtt som utrikesminister.
- 9 oktober 1980, Mette Groes avgår och ersätts av Eggert Petersen.
- 24 oktober 1983, Kai Nyborg lämnar Fremskridtspartiet och går med i Det Konservative Folkeparti.

## Valet i Grönland
Två partier kandiderade med varsin kandidat. Finn Lynge från Siumut vinner över Jørgen Hertling från Atassut.
| Parti                         | Röster | %      | Mandat |
| ----------------------------- | ------ | ------ | ------ |
| Siumut                        | 5 118  | 55,27  | 1      |
| Atassut                       | 4 142  | 44,73  | 0      |
| Totalt                        | 9 260  | 100,00 | 1      |
| Röstberättigade/valdeltagande | 29 188 | 33,48  |        |